# Villa Tecolutilla
Villa Tecolutilla är en ort i Mexiko.   Den ligger i kommunen Comalcalco och delstaten Tabasco, i den sydöstra delen av landet, 600 km öster om huvudstaden Mexico City. Villa Tecolutilla ligger 11 meter över havet och antalet invånare är 9 779.
Terrängen runt Villa Tecolutilla är mycket platt. Runt Villa Tecolutilla är det ganska tätbefolkat, med 179 invånare per kvadratkilometer. Närmaste större samhälle är Comalcalco, 11,8 km öster om Villa Tecolutilla. Trakten runt Villa Tecolutilla består till största delen av jordbruksmark.